# ペーパークロマトグラフィー

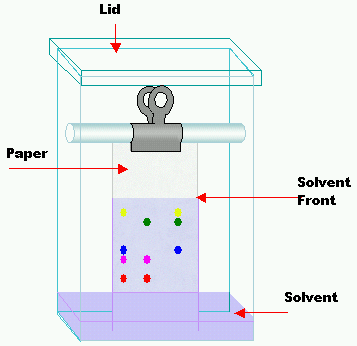
解説図、上から順に Lid…ふた、Paper…濾紙
Solvent Front…溶媒先端、Solvent…溶媒

ペーパークロマトグラフィー（英: paper chromatography）または紙クロマトグラフィーは、濾紙（フィルター）を用いる簡単なクロマトグラフィーである。濾紙の下端から数センチのところにキャピラリー（毛細管）でサンプルをスポットし、水やアルコール類などの溶媒を用いて展開する。そこに発色試薬を噴霧するなどして、スポットが見えるようにする。
原理などは薄層クロマトグラフィー (TLC) と同じだが、展開に時間がかかり（数時間）、あまり使われない。ただし、紙でできているので、分離したスポットの部分を切り抜いて抽出し、他の実験に使うということもできる。展開方法によって、上昇法、下降法、二次元展開、多重展開など様々な方法がある。
濾紙を構成するセルロース自身が吸着剤、担体として優れており、特に水を移動相とする分配クロマトグラフィーにおいて、親水性物質を容易確実に分離することができる。また、それ自身が溶剤のしみこむ毛管（キャピラリー）を持ち、TLC法のガラス板に相当する支持体が不要で、プレート上の固定相として独立している濾紙の機械的な特性、切り取りや折り曲げが可能な便利さがある。アミノ酸その他の親水性物質について、水を固定相とする分配クロマトグラフィーを行う場合には、性能や再現性が良好である。